# جن دارا: سرآغاز
جَن دارا: سرآغاز (به انگلیسی: Jan Dara: The Beginning) فیلمی در ژانر درام، رومانتیک و اروتیک با تکنیک فیلم‌برداری پورنوگرافی سافت کور به کارگردانی ام.ال. پوندهِوانُوپ دیواکول محصول سال ۲۰۱۲ کشور تایلند است. فیلمنامه این اثر نوشته‌ام. ال. پوندهِوانُوپ دیواکول، اقتباسی از کتابی به همین نام، نوشته اُوتسانا فلونگتهام است.

## بازیگران
از بازیگرانی که در این فیلم به ایفای نقش پرداخته‌اند، می‌توان به هنرمندان زیر اشاره کرد.
ماریو موریر
ساکرات روئکتامرونگ
بانکوج کونگمالای
ساویکا چایی‌دج
راتا پونگام
چایاپول جولین پوپارت

## دنباله فیلم
این فیلم یک دنباله سینمایی دیگر، به نام جَن دارا: آخرین دارد؛ که ادامه ای بر روایت این فیلم است.

## داستان
«جَن دارا» در حال ورق زدن آلبوم عکس خانوادگی و مرور خاطرات خود است. او مادر خود «دارا» را در هنگام تولد از دست داده‌است. آنها در عمارت «پیجیت واناچ» و در خانواده ای بازرگان، که از پایتخت «بانکوک» به پیجیت مهاجرت کرده‌اند، زندگی می‌کند.
«مادام پیجتراسلا» خواهر مادربزرگ جن، از او و کل عمارت سرپرستی می‌کند. ناپدری جن «لُرد داشا ویزنان» که او را زنازاده و مسبب مرگ همسرش و شوم می‌داند، تصمیم به قتل جن می‌گیرید. اما مادام او را منصرف می‌کند. لُرد قسم می‌خورد از «چام ری» (پسر دایی مادر) که مسبب تجاوز به دارا است، انتقام بگیرد. لرد تصمیم به عدم ازدواج مجدد و عزاداری برای ۳ سال می‌گیرد.
«عمه وَد» که معشوقه قبلی چام بوده‌است؛ پیشنهاد بزرگ کردن جَن در خانه خودش به همراه پرستارش «پوام» و پسر ۱ساله او یعنی «کِن» را به مادام می‌دهد.
بعد از ۱۰۰ روز از فوت دارا، مادام بخاطر مسافرت خارج از کشور، عمارت را ترک می‌کند و لرد شروع به تصاحب قدرت خانواده پیجیت می‌کند. او با حیله سرخدمتکار «سامجوک» را تصاحب می‌کند؛ و با داشتن صفت مردانه عالی و همچنین علاقه و مهارت در شهوت پرستی، بدن و روح تمام خدمتکاران زن مجرد یا متأهل و حتی پوام را تسلیم خود می‌کند و به زودی تمام خدمتکاران برده جنسی لرد می‌شوند.
هدف بعدی لرد، اغوا کردن عمه ود است؛ او با دادن پول به خدمتکاران برای ترک خانه، درحالی که عمه ود در خلسه، خود را در حال معاشقه با چام می‌بیند. با گرفتن قول بر آسیب نرساندن و نکشتن جن با او به معاشقه می‌پردازد. ود هم به او قسم می‌خورد، تمام زندگیش را به پای او بریزد.
مادام بر می‌گردد و متوجه بارداری ود و تجاوز لرد به خدمتکاران می‌شود. مادام برای کشتن لرد وارد می‌شود؛ ولی تفنگ عتیقه خالی است و لرد با تحقیری جنسی، او را از خانه اش بیرون می‌کند و سرپرستی عمارت پیجیت واناچ را به صورت کامل تصاحب می‌کند.
«کائو» نام دختر لرد و عمه ود است. لرد از هر فرصتی برای بی‌احترامی به جن و بی آبرو کردن و کتک زدن و شلاق زدنش استفاده می‌کند.
نیمه شب کائو که از صدای بلند شدن و رفتن پوام، از خواب بیدار می‌شود؛ و سکس پدرش با او را می‌بیند. ازطرفی کن به دیدار «ساشین» خدمتکار عمارت می‌رود و جَن با یادآوری دیدن رابطه پدر و پوام، به دیدن رابطه کن و ساشین می‌پردازد.
در دبیرستان جَن سال سومی، با دختری به نام هایسین (گل سنبل) که هندی و مسلمان و دانش آموز سال اولی است را مجدداً می‌بیند و با او دوست می‌شود. جن متوجه می‌شود هایسین هم به مانند او در کودکی مادرش را ازدست داده‌است ولی به پدر مهربان او غبطه می‌خورد.
کِن به جَن می‌گوید که وقتش است که به بکارت خود پایان دهد و برای او با کلام رابطه ای جنسی را به زیبایی شبیه‌سازی می‌کند. او برای آموزش جَن، دوست دخترش ساشین را معرفی می‌کند؛ که برهنه منتظر اوست؛ و در حالیکه کِن و دوستانش مخفیانه آنها را می‌بینند، با همبستر شدن با ساشین به معاشقه می‌پردازند. آنها روزهای متمادی در اتاق کِن همراه با پسران و دختران عمارت ویزنان به کسب تجربه در عشق بازی می‌پردازند؛ و این در حالی است که جَن با مدل قراردادن آنها به نقاشی می‌پردازند.
کائو که هدیه ای توسط ساشین برای کِن که در جابه‌جا کردن لوازمش کمک کرده‌است، می‌فرستد؛ و با دنبال کردن او شاهد سکس آنها است.
هایسین، جن را به پدرش معرفی می‌کند؛ ولی در برگشت گرفتار سه زورگیر که قصد گرفتن پول و تجاوز به او را دارند؛ می‌شود. کِن که پسری مبارز و ورزشکار شده‌است؛ جان جَن را نجات می‌دهد؛ و به آنها درس خوبی می‌دهد.
لرد با نوشته نامه به عمه ود، خبر از برگشت با معشوقه ۲۰ سال پیش خود یعنی خانم «بوئلونگ جانگ تراکول» که یک بیوه ثروتمند از «شرکت پوکت» است را به همراه «کِجورن» پسر ۱۹ ساله که دانشجوی افسری است را می‌دهد. لرد ویزنان مهمانی باشکوه با حضور «پیتر اوون» و دخترش «ماری» که شراکای سنگاپوری آنها هستند، می‌گیرد.
بوئلونگ با عمه ود دیدار و گفتگویی دوستانه دارد و بوئلونگ به بهانه گرفتن حضوری یک خوش آمدگویی رسمی، طراحی‌های جَن را از او قرض می‌گیرد. بانو کائو که بدنبال طرحی برای پارچه تازه خریداری شده خود است، در میان ژورنال‌های بوئلونگ، طرح‌های جن را می‌بیند و با یادآوری سکس ساشین و کِن خودارضایی می‌کند.
بوئلونگ که استعداد جَن در زبان انگلیسی را می‌بیند از لرد می‌خواهد که او را برای تحصیل به اروپا بفرستد، تا در دفتر سنگاپور شرکت فعالیت کند و او هم می‌پذیرد.
جَن به کمک خدمه عمارت برای برداشتن دفتر طراحیش به اتاق بوئلونگ می‌رود و او را در حمام می‌یابد. بانو به جَن از تحصیلش در رشته هنر در پاریس می‌گوید و بخاطر گرما از جَن می‌خواهد پشت او یخ بگذارد. در همین هنگام با افتادن یخ، دست جَن به سینه‌های بوئلونگ می‌خورد و ناخودآگاه جَن کمر او را می‌بوسد. بوئلونگ از او می‌خواهد مثل نجیب‌زاده‌ها رفتار کند. در همین حال جَن که متوجه اشتباهش می‌شود با گریه از بانو می‌خواهد که به مانند لُرد در کودکی، تنبیهش کند؛ ولی بانو او را در آغوش گرفته و با بوسیدن لبهای جن، می‌گوید که نگران نباشد.
در برگشت جَن، شاهد سکس کائو و کِن است؛ او که برافروخته شده‌است؛ در را می‌شکند و کن را به شدت تنبیه می‌کند. کائو با جیغ و داد طوری رفتار می‌کند که گویا به او تجاوز شده‌است. اما کِن می‌گوید که کائو او را مجبور به قبول رابطه کرده‌است. پوام و پسرش کِن توسط لرد به شدت تنبیه می‌شوند. اما جَن که قصد جبران محبت کِن را دارد، تجاوز را گردن می‌گیرد و کائو نیز با بیرحمی، تقصیر را به دروغ گردن جَن می‌اندازد. پدر جَن می‌گوید که او را دیگر به انگلستان نمی‌فرستد و افشا می‌کند که پدرش یک راهزن بوده‌است؛ که به همسرش تجاوز کرده و او ثمره این تجاوز است. جَن با گرفتن دست لرد از تنبیهش جلوگیری می‌کند و پدر جَن قصد کشتنش را می‌کند. عمه ود با یادآوری قول لرد، می‌گوید اگر لرد به او قول نداده بود، کائو الان اینجا نبود. اما اصرار لرد برقتل جَن باعث کشته شدن سامجوک می‌شود. عمه ود دخترش کائو را شهوت پرست و هرزه می‌خواند و از جَن می‌خواهد که فرار کند. کِن داستان واقعی را برای عمه ود تعریف می‌کند و خود را مدیون جَن می‌داند.
عمه ود تعریف می‌کند که چام معشوقه او بوده‌است؛ اما با مخالفت خانواده شان نتوانسته‌اند با هم ازدواج کنند. از این رو چام به کمک دوستانش برای انتقام دارا مادر جَن را می‌دزدد و چام به مدت دو هفته به او تجاوز می‌کند و در نهایت با دخالت پلیس دوستان چام کشته میوند و چام فرار می‌کند؛ اما دارا نجات پیدا کرده و مادام برای جلوگیری از رسوایی، او را به عقد لرد ویزنان از مقامات قصر درمی‌آورد.
کِن و جَن با قطار به پیجیت فرار می‌کنند و جَن پیش از سفر هایسین را از رفتن خود باخبر می‌سازد. جن که از گذشته خود با خبر شده‌است؛ با اجازه از عمه ود نام فامیل خود را از جن ری (پست) به جن دارا عوض می‌کند.

## انتشار
این فیلم در ۶ سمتامبر ۲۰۱۲ توسط شرکت سهامونگکل فیلم اینترنشنال منتشر شد.

## بازخورد

### فروش
این فیلم در مجموع فروش جهانی موفق به کسب فروش ۱٬۳۵۸٬۸۶۵ دلار، در گیشه گردید.

### جایزه
این فیلم در سال ۲۰۱۳ و در جشنواره جهانی فیلم تایلند در ۵ عنوان، کاندید دریافت جایزه گردید.